# 디지털백

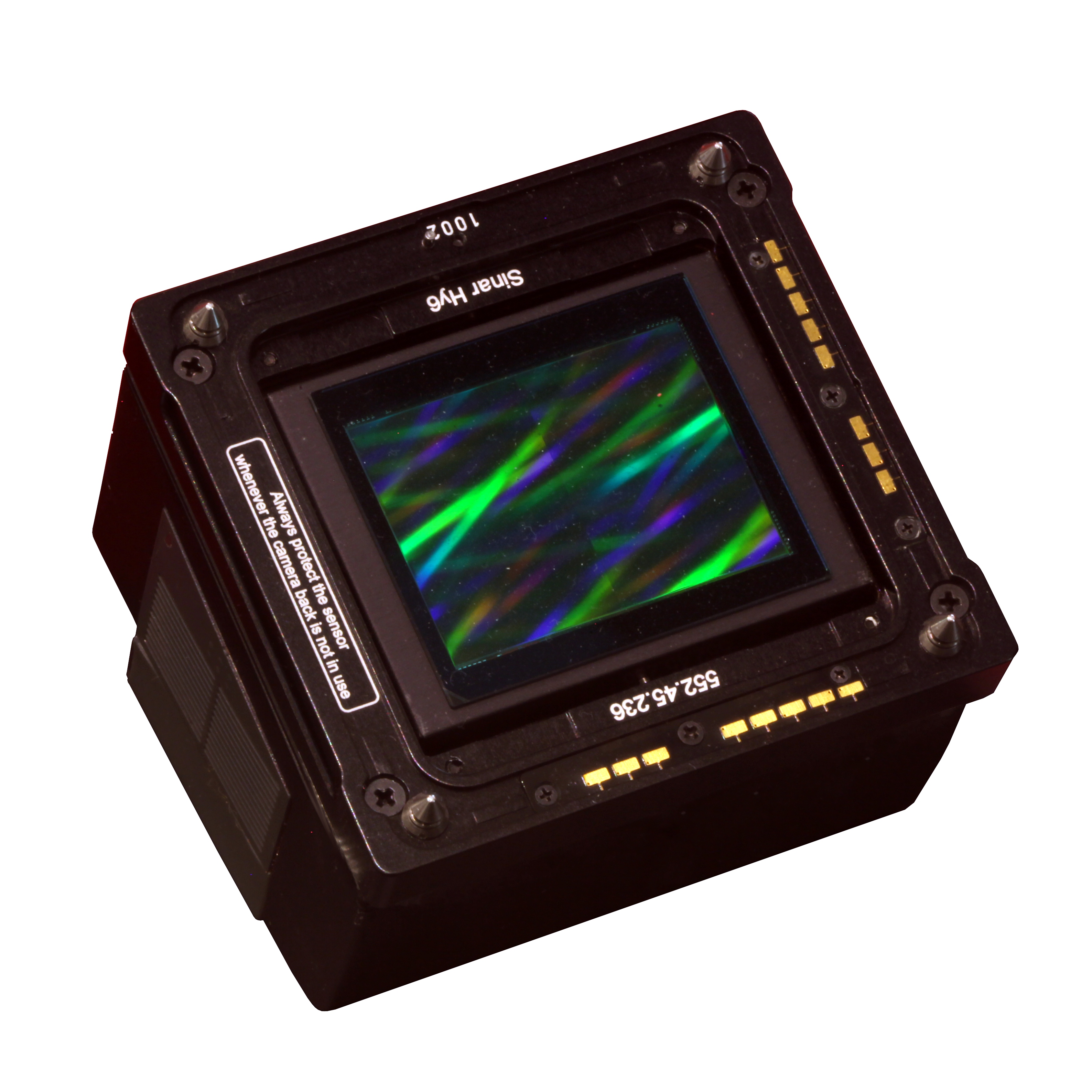
Sinar eVolution 75, 일반적인 디지털 백의 형태

디지털 백(digital camera back)은 카메라의 촬상소자면에 해당하는 홀더면에 부착하는 이미지 장치이다. 대개 필름 카메라의 디지털식 변환이나, 디지털 백 전용 카메라에 사용된다. 일반적인 아마추어용은 아니며, 35mm 포맷 카메라보다 더 큰 이미지를 필요로 하는 업계에서 시용하며, 주로 중형 포맷 카메라나, 대형 포맷 카메라용 센서가 주류를 이룬다. 핫셀블라드, 페이즈원, 리프, 마미야 등의 회사가 생산하고 있다.

## 유형

### 디지털 백
디지털백은 이미지 스캐닝이 필요 없는 싱글 샷 백과 처리 후 스캔을 필요로 하는 스캔 백 방식이 있다. 몇몇의 오래된 제품들은, 이미지 처리를 위한 다중 레이어 센서를 탑재하는데, 이러한 제품들은 멀티 샷 이나, 3-샷 백 이라고 부른다. 이러한 제품들은 2008년에 이르러 센서 기술이 발달함에 따라 하나의 센서에서 모든 색상 처리가 가능한 싱글 샷으로 생산되고 있다. 초기의 디지털백들은 컴퓨터로 연결하여 컨트롤 하여 촬영하는 방식이 많았다. 지금과 같이 바디에서 이미지를 바로 처리하고 디스틀레이로 사진을 바로 볼 수 있는 디지털 백은 비교적 최근의 장치이다. 현대의 고 해상도 디지털 백들은, 데이터 저장 및 전송 기술의 한계를 극복했지만, 여전히 데이터의 효율적인 처리를 위해 내장형 플래시 메모리나, 하드 드라이브와 같은 외부 저장매체에 직접적으로 데이터를 전송하는 규격을 채용하는 경우가 많다.

### 스캔 백
스캐닝 백은 보다 이미지 스캐너에 가까운 방식이다. 이 방식의 디지털백은 이미지를 받아들일때, 받아들이는 이미지 영역을 하나의 픽셀 단위의 행으로 저장하며, 이러한 스킨 백업 방식은 주로 대형 뷰 카메라에 이용된다.

## 역사
최초의 상업적 디지털 백은 Leaf 사에 의해 1991년 공개된 Leaf DCB I(Digital Camera Back I)이다. 해당 디지털백은 모델명 보다는 'The brick'으로 불렸으며 최대 400만 화소에 2048 X 2048 픽셀 포맷을 지원했다. 해당 카메라에 사용된 CCD는 Sinar의 Sinarback에서 역시 이용되었다. 1994년 들어 Leaf는 보다 발전된 모델인 DCB II를 출시하였으며, 라이브 비디오 뷰를 지원하였다. 1998년에는 600만 화소를 지원하는 Volare를 선보였다.
모든 이미지를 바디 내에서 처리할 수 있는 현대적인 최초의 디지털 백 시스템은 Sinnar사의 Sinacam 1 shutter system이며, 디지털 백과 연결된 장치를 통해 라이브 이미지를 볼 수 있었으며, 핫셀블라드카메라에 부착하는 형식으로 사용되었다. 다만 드라이버 소프트웨어 및 카메라의 제어는 애플의 매킨토시를 이용해야 하는 한계가 있었다.
1993년에 설립된 페이즈원은 후발주자이나, 1994년 페이즈원은 Studiokit scanning backs을 내놓았으며, 1998년에 들어서는 600만 화소 풀프레임 판형, 최초의 싱글 샷 디지털 백인 Lightphase를 출시했다. 이 모델은 핫셀블라드 500 시리즈에 장착하여 사용하는 방식을 채용하였다. 이 디지털백 기존의 디지털 백과 월등히 비교될 만큼의 이미지 퀄리티와 편의 장치, 기존 중형 카메라의 호환성을 대폭 끌어올림으로써 디지털백의 시장 개척의 기념비적 모델이라고 평가되고 있다.
2003년에 들어 Leaf는 1100만 화소 모델인 Valeo를 공개했으며, Sinar사 역시 1100만 화소 모델인 Sinarback 43을 공개했다. 몇몇의 판매자들은 해당 카메라를 개조해 코닥사의 16MP Pro Back Plus CCD를 탑재한 모델을 판매하기도 하였다. 페이즈원은 H20을 판매하기 시작하였으며, Sinnar 역시 이에 맞춰 44H를 공개하였다. 44H는 매크로 스캔을 지원하는 해당 모델은 라이브 이미지 포커싱과 최대 1기가가 넘는 사이즈의 이미지를 기록할 만큼 진보되었다.
2014년 기준으로, 페이즈원은 풀프레임 중형 포맷을 지원하는 디지털 백 시장을 장악했고, 현재 페이즈원의 IQ 시리즈 디지털 백은 최대 8000만 화소를 지원하며, 645 풀프레임 중형 포맷의 디지털 센서를 탑재할만큼 발전했다.

## 특징

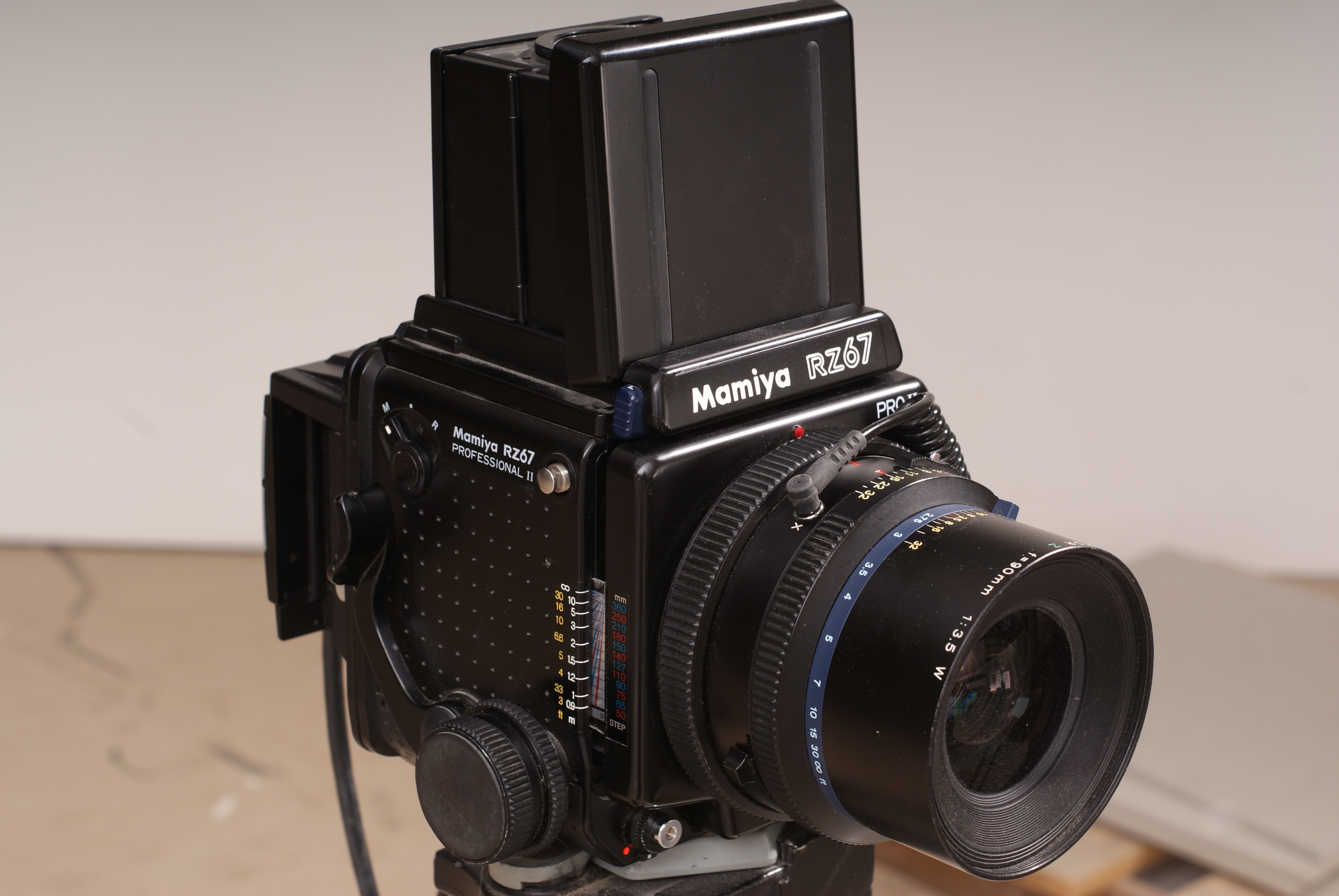
마미야 RZ Professional II(필름 카메라)과 Phase one 디지털 백

디지털 백은 일반적인 필름 백이 장착되는 대부분의 중형 및 대형 카메라에 어댑터를 이용해 그대로 사용할 수 있으며, 몇몇의 디지털 백 지원 디지털 바디에도 역시 그대로 사용할 수 있다. 이는 하나의 디지털 백을 통해 필름 카메라와 디지털 바디에서 모두 디지털 이미지를 기록할 수 있음을 의미한다. 이를 통해 사진가는 상황과 장소에 맞는 바디와 렌즈와 디지털 백을 통해 자신에게 적합한 조합의 이미지 결과물을 사용할 수 있다.
또한 35mm 디지털 카메라의 경우 몇분 이상의 노출이 지속될 경우 이미지 자체가 노이즈로 인해 소실되어버리지만, 디지털 백은 종류에 따라 최대 17시간 이상의 초 장기간 노출에도 이미지를 유지할 수 있어 노이즈에서 자유롭다는 이점이 있다. Sinar 75 evolution의 경우, 바디 자체의 노출 한계는 30초지만 built-in fan-assisted Peltier-cooled CCD를 통해 사용자가 목적에 따른 노출 시간을 원하는 만큼 지정할 수 있다.
디지털백의 해상도 역시 일체형 디지털 카메라에 비해 월등히 높은 수준을 보여준다. 2014년 기준으로 디지털 백의 최대 해상도는 페이즈원 IQ280이 8000만 화소이나, TTL 방식의 일체형 DSLR은 라이카 New S가 3750만 화소로 큰 우세를 보이고 있다. 또한 넓은 판형 배열로 35mm 판형과 비교했을 때 훨씬 넓은 다이나믹 레인지를 보여주어 더욱 고 해상도의 이미지를 만들어낸다.

## 주해
1. ↑  최초의 디지털 백은 니콘이 NASA 납품용으로 제작한 NASA F4이다.
2. ↑  시그마 SD1 MERRILL이 4600만 화소이긴 하나, 3레이어 방식이기 때문에 비교 대상에서 제외